# Jim Starlin

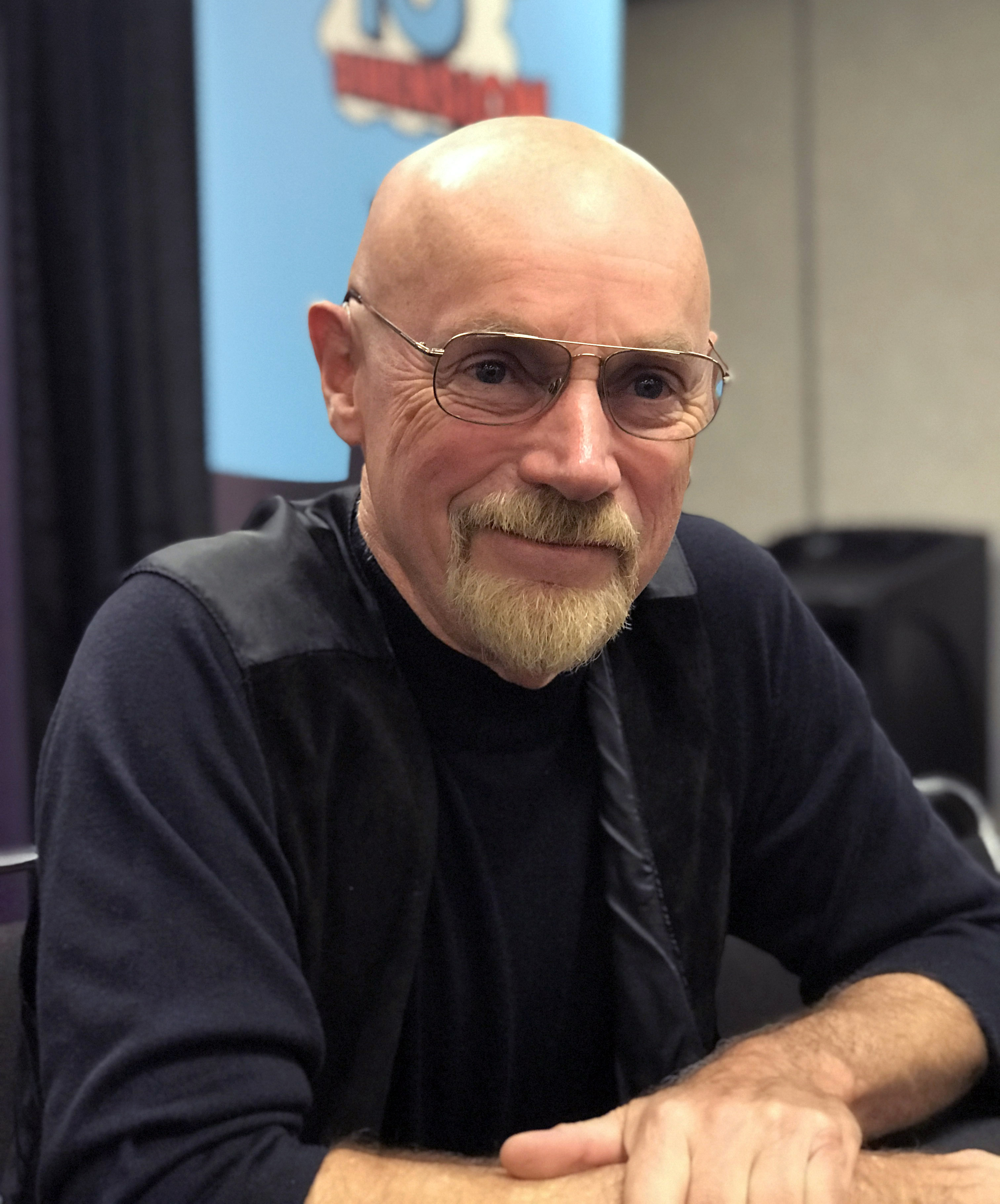
Jim Starlin (2018)

James P. „Jim“ Starlin (* 9. Oktober 1949 in Detroit, Michigan) ist ein US-amerikanischer Comicautor und -zeichner.

## Leben und Wirken
Starlin, dessen Zeichenstil durch Jack Kirby und Steve Ditko inspiriert ist, begann in den frühen 1970er Jahren, als hauptberuflicher Comiczeichner zu arbeiten. Nach verschiedenen Laienarbeiten für Fanzeitschriften erhielt Starlin 1972 erste reguläre Engagements bei dem Verlag Marvel Comics. Dort betätigte er sich zunächst als überarbeitender Tuschezeichner für die Serie Spider-Man. Es folgten Zeichnerjobs für Iron Man und Captain Marvel. Für die zuletzt genannte Serie übernahm Starlin schließlich auch erste Jobs als Autor. Den Titelhelden seiner Captain-Marvel-Geschichten führte Starlin später in dem graphischen Roman The Death of Captain Marvel dem Tod zu. 1973 wurde Starlin mit dem Shazam Award als „außerordentliches neues Talent“ ausgezeichnet.
In den 1980er Jahren begann Starlin, vermehrt für Marvels Konkurrenten DC zu arbeiten: Von 1987 bis 1988 übernahm Starlin den Posten des Autors der traditionsreichen Superhelden-Serie Batman (#414–430). Ein Höhepunkt seiner Arbeit an der Serie war die berüchtigte Storyline A Death in the Family (#426–429) die im Tod von Batmans Juniorpartner Robin (Jason Todd) gipfelte. Die umstrittene Geschichte war zwar kommerziell ein großer Erfolg und erhielt von den Lesern der Batman-Serie – die in einer knapp ausgefallenen Telefonabstimmung, in der über Tod oder Weiterleben der Figur abgestimmt wurde, für den Tod Robins votiert hatten – im ganzen eine verhaltene Zustimmung, stieß aber auch auf heftige Kritik von Seiten der Presse und von Elternverbänden. Es folgten einige Geschichten als Gastautor für die Serie Legion of Super-Heroes und die Miniserie Cosmic Oddysee.
Für Epic Comics (und später für First Comics) legte Starlin die Serie Dreadstar vor. Nach seiner Rückkehr zu Marvel arbeitete Starlin an den Serien Silver Surfer, Punisher und Thor (1993).
Gemeinsam mit seiner Ehefrau Daina Graziunas schrieb Starlin Romane wie Thinning the Predators, Among Madmen und Lady El, während er für den Independent-Comicverlag Devil’s Due die Reihe Cosmic Guard entwickelte, die später auch von Dynamite Entertainment vermarktet wurde.
Gemeinsam mit dem Zeichner Shane Davis produzierte Starlin für DC die Miniserie Mystery in Space sowie in Eigenregie weitere Geschichten über Hardcore Station und die Miniserie Death of the New Gods.